# معركة فورت شارلوت
قالب:Campaignbox Anglo-Spanish War (1779)
كانت معركة فورت شارلوت أو معركة حصن شارلوت أو حصار حصن شارلوت حصارًا مدته أسبوعان أجراه الجنرال الإسباني برناردو دي غالفيز ضد التحصينات البريطانية التي تحرس ميناء موبيل، الذي كان حينها في مقاطعة غرب فلوريدا البريطانية والآن في ألاباما، خلال الحرب الأنجلو إسبانية (1779-1783). كان حصن شارلوت آخر نقطة حدودية بريطانية مُتبقية قادرة على تهديد نيو أورلينز في لويزيانا الإسبانية. أدى سقوطها إلى انسحاب البريطانيون من الروافد الغربية لغرب فلوريدا مع خفض الوجود العسكري البريطاني في غرب فلوريدا إلى عاصمتها بينساكولا.